# 짐 콜린스
짐 콜린스(James C. "Jim" Collins, III, 1958년 1월 25일 ~ )는 미국의 경영 컨설턴트이다.

## 저서
- 《좋은 기업을 넘어 위대한 기업으로》
- 《위대한 기업을 위한 경영전략》
- 《짐 콜린스의 경영전략》
- 《경영의 창조자들》
- 《성공하는 기업들의 8가지 습관》
- 《위대한 기업은 다 어디로 갔을까》

## 참고
1. ↑  Catalyst Together, DVD #1 of Catalyst Conference, 2008